# Pimp My Ride: Street Racing
Pimp My Ride: Street Racing — видеоигра в жанре аркадных автогонок, разработанная студией Virtuos и изданная компанией Activision в марте 2009 года для PlayStation 2 и Nintendo DS. Создана по мотивам телевизионной программы «Тачку на прокачку». Pimp My Ride: Street Racing сосредотачивается на уличных гонках в реальных городах мира и предоставляет обширные возможности тюнинга и стайлинга автомобилей.
Пресса противоречиво восприняла игру. Среди достоинств рецензенты отмечали динамичный игровой процесс, но к недостаткам относили отсутствие многопользовательского режима и слабое сходство с оригинальной телепередачей.

## Игровой процесс

Игрок участвует в уличной гонке, впереди видна монета, которую можно забрать для прохождения побочных испытаний и набора очков Scrilla. В отличие от предыдущей игры по шоу «Тачку на прокачку», в Pimp My Ride: Street Racing отсутствует элемент построения бизнеса, но по-прежнему есть обширные возможности тюнинга и стайлинга автомобилей

Pimp My Ride: Street Racing представляет собой аркадную гоночную игру, выполненную в трёхмерной графике. В режиме Championship требуется проходить чемпионаты, каждый состоит из трёх уличных гонок и специального события (например, гонки на выбывание). Для каждой гонки предусмотрены побочные испытания: проехать круг быстрее указанного времени, собрать все монеты на протяжении маршрута и проехать гонку без повреждений автомобиля. По дорогам разбросаны ускорители, подбирая которые игрок кратковременно повышает набор скорости своего автомобиля. За первое, второе и третье место в гонке даётся соответственно золотая, серебряная и бронзовая медаль. Режим Quick Race предполагает только выбор локации и маршрута, в то время как для каждого заезда предварительно выбран и настроен определённый автомобиль.
У каждого автомобиля указаны характеристики: максимальная скорость, ускорение, управление и торможение. Каждый автомобиль относится к одному из пяти классов: базовый, олдовый, мускулистый, спортивный и суперспортивный. Автомобили можно изменять с помощью тюнинга и стайлинга, что повышает «уровень прокачки» (Pimp level): новые кузовные детали открываются путём набор очков Scrilla, которые начисляются за различные манёвры (например, прыжки) и прохождение гонок, а детали производительности — успешным завершением тех или иных гонок. В версии игры для Nintendo DS также есть зал славы — при выполнении определённых требований (например, прохождении всех гонок и наборе определённого количества очков Scrilla) открывается новая медаль.

## Разработка и выход игры
За разработку Pimp My Ride: Street Racing была ответственна студия Virtuos, а издателем выступила компания Activision. Игра стала второй, основанной на телепрограмме «Тачку на прокачку»: в отличие от предшественника, Pimp My Ride: Street Racing не включает в себя элемент построения бизнеса, а сосредотачивается на уличных гонках в реальных городах мира (например, Лондон и Париж) вместо вымышленного.
Выход игры состоялся 16 марта 2009 года для PlayStation 2 и 24 марта того же года для Nintendo DS.

## Оценки и мнения
| Сводный рейтинг    | Сводный рейтинг | Сводный рейтинг |
| Издание            | Оценка          | Оценка          |
| Издание            | DS              | PS2             |
| ------------------ | --------------- | --------------- |
| GameRankings       | 56,00 %         | 55,00 %         |
| Иноязычные издания |                 |                 |
| Издание            | Оценка          | Оценка          |
| Издание            | DS              | PS2             |
| AllGame            | [ 8 ]           | [ 9 ]           |
| GamesRadar+        | 2/5             |                 |
| Cheat Code Central |                 | 3,5/5           |
| gamrReview         | 6,5/10          |                 |
| Nintendo Gamer     | 47/100          |                 |
| PSX Extreme        |                 | 4/10            |
| VGChartz           | 65 %            |                 |

Pimp My Ride: Street Racing получила разносторонние отзывы критиков. На сайте GameRankings средняя оценка составляет 56.00% у версии для DS и 55.00% — для PlayStation 2. К положительным сторонам обозреватели относили игровой процесс и разнообразие заездов, но среди негативных сторон отметили отсутствие мультиплеера и недостаточное сходство с телевизионным первоисточником.
Рассматривая версию для PlayStation 2, Тони Капри, рецензент Cheat Code Central, положительно отнёсся к простому, но увлекательному игровому процессу и разнообразному дизайну трасс, однако посчитал серьёзным упущением отсутствие мультиплеера, а также реальной связи с исходным материалом. Оценивая версию для Nintendo DS, критик GamesRadar, Шарлот Мартин, хоть и выделил среди позитивных сторон «крутую» атмосферу хип-хопа и чувство скорости, но разочаровался в игре из-за отсутствия Xzibit, West Coast Customs и многих других узнаваемых элементов оригинальной телепрограммы. Стефан Келли (VGCharts), обозревая версию для Nintendo DS, тоже неодобрительно отнёсся к отсутствию многопользовательского режима и сходства с первоисточником, но положительно оценил разнообразный игровой процесс и достойную графику: «на DS не так уж много гоночных игр такого качества».